# Jimmy Paul
Jimmy Paul est un boxeur américain né le 27 août 1959 à Detroit, Michigan.

## Carrière
Passé professionnel en 1980, il devient champion des États-Unis des poids légers en 1983 puis champion du monde IBF de la catégorie le 6 avril 1985 après sa victoire au 14e round contre Harry Arroyo. Paul conserve sa ceinture face à Robin Blake, Irleis Perez et 	Darryl Tyson mais perd aux points le 5 décembre 1986 face à son compatriote Greg Haugen. Il met un terme à sa carrière en 1999 sur un bilan de 33 victoires et 6 défaites.

## Référence
1. ↑  (en) Harry Arroyo vs. Jimmy Paul (boxrec.com)